# パル (犬)
パル（Pal、1940年6月4日 - 1958年6月18日）はオスのラフ・コリーであり、『名犬ラッシー』の映像化作品において最初に主人公ラッシーを演じた犬。1940年にカリフォルニアで生まれ、ハリウッドの動物トレーナー、ラッド・ウェザーワックスの元で訓練を受けた。1943年、『名犬ラッシー』シリーズの最初の長編映画作品となるメトロ・ゴールドウィン・メイヤー（MGM）の『名犬ラッシー 家路』において、メスのラフ・コリーであるラッシー役に抜擢された。映画のヒットにより、続編でもラッシーを演じ、映画シリーズの終了後は全米各地のショーやフェスにも出演した。1954年に撮影されたテレビシリーズの『名犬ラッシー』のパイロット版2本を最後に引退し、1958年6月に亡くなった。ラッシー役の後任には彼の息子であるラッシー・ジュニアが選ばれ、その後も、パルの血を引く子孫からラッシー役が選ばれていた。1992年、『サタデー・イブニング・ポスト』誌において「犬として映画史上最も華々しいキャリアを持つ」と評された。

## 誕生と初期
1940年6月4日、カリフォルニア州ノースハリウッドにあるチェリー・オズボーンが経営するグラミス犬舎で誕生した。親は同社が所有するレッド・ブルーシーとブライト・ボーブルであり、その祖先は19世紀にイギリスで最初のグレート・コリーとされる「Old Cockie」にまで遡れる。その大きな目と額の白いブレーズより、最高水準ではないと判断され、愛玩犬として販売された。
パルは動物トレーナーのハワード・ペックに購入されたが、生後8ヶ月時点で無駄吠えとバイクを追いかける癖が問題視され、ハリウッドの動物トレーナーであるラッド・ウェザーワックスに預けられた。
ウェザーワックスは無駄吠えを治すことには成功したが、バイクを追いかける癖は治せなかった。結果に失望したペックは、保証金と引き換えに、パルをウェザーワックスに引き取らせた。
なお、後にパルがラッシーとして有名になると、ペックはその所有権を訴え出たが、ウェザーワックスの法的所有権が認められた。
ウェザーワックスはパルを友人に譲渡したが、エリック・ナイトの1940年の小説『名犬ラッシー』の映画化をメトロ・ゴールドウィン・メイヤー（MGM）が検討していることを知ると、主人公に適役と考え、10ドルで買い戻した。
ウェザーワックスの兄弟で、『オズの魔法使』や『ドクターTの5000本の指』などの映画作品で犬の訓練を担当したフランク・ウェザーワックスも、パルの訓練を手伝った。

## MGM映画『名犬ラッシー』への出演と成功
後にシリーズ化することとなるMGMの『名犬ラッシー』の第1作目（『名犬ラッシー 家路』）は低予算の子供向けモノクロ映画として企画された。主役のラッシーを決めるオーディションは1,500頭の犬から行われたが、パルはオスであること（ラッシーはメス犬という設定）、目が大きすぎること、頭が平らすぎること、額の白いブレーズなどから不合格となった。オーディションではメスのショー・ドッグのコリーが採用されたが、ウェザーワックスはこの訓練トレーナーとして雇われ、またパルもスタント犬として雇われた。
撮影中にカリフォルニア州中央部を流れるサンワーキン川の大洪水を利用して、映画のためのスペクタクルな映像シーンを撮ることが決まった。メスのコリーはまだ訓練中であり、洪水でできた激流に入ることを嫌がった。パルを連れて現場に赴いていたウェザーワックスは、ラッシーが川を泳ぎ、そこより這い出るが、濡れた身体を払わずに、そのまま這い歩き 、やがて疲れ果てて伏せた状態でまったく動かなくなるという5段階のシーンをパルに行わせることを申し出た。
このシーンをパルは非常に上手く演じ、1テイクで完成させた。ウェザーワックスによれば、監督のフレッド・M・ウィルコックスはパルに非常に感激し、「目に涙を浮かべていた」という。この一件により、メスのコリーは降板させられ、代わりにパルが抜擢されることとなり、既に6週間にわたる撮影済みの分も撮り直された。
別の資料によれば、夏の撮影期間中に過剰に毛が抜けてしまったために交代したというものもあるが、いずれにせよ、MGM幹部は非常に感銘を受けてA級作品に昇格させることを決め、全面的な広報支援に（advertising）、トップクラスの宣伝（publicity）、テクニカラーでの撮影に切り替えた。
パルは熱心に演じ続け、何度もリテイクを要求することはほとんどなく、スタント場面も自らこなした。
『名犬ラッシー 家路』の成功により、MGMはさらに6本の映画を製作した（『名犬ラッシー／ラッシーの息子』『名犬ラッシー／ラッシーの勇気』『ラッシーの主』『山荘物語』『ラッシーの試練』『名犬ラッシー 彩られた丘』）。パルの訓練はウェザーワックスが行ったが、フランク・インの助けも借りていた。彼も14年間訓練に関わり、後の1954年のテレビシリーズでも動物の提供を行っていた。
1951年の『名犬ラッシー 彩られた丘』の後、MGMの幹部は人気が一段落したと判断してラッシーシリーズの新規作品の計画は立てなくなり、またウェザーワックスとの契約解除を模索した。一方、ウェザーワックスの方ではパルと共に作り上げたラッシーのイメージを将来、他人に損なわれないように守りたいと考えていた。この両者の思惑から、ウェザーワックスはスタジオから未払金4万ドルを受け取る代わりに、交渉してラッシーの名前と商標を得た。

## TVシリーズ
MGMを離れた後、パルとウェザーワックスはドッグショーやデパートで18分のプログラムを演じていた。テレビプロデューサーのロバート・マックスウェルは、パルの将来はテレビにあるとウェザーワックスに説得した。2人は、アメリカ中部を舞台に風雨にさらされた農場で苦労する家族と、そこに住む少年と犬のドラマのシナリオを作成した。
このドラマ版『名犬ラッシー』の主演の少年役には3人の子役が候補に上がり、最終決定はパルに任された。
ウェザーワックスのノース・ハリウッドの家で、パルは候補の少年たちと1週間を過ごし、最終的に11歳のトミー・レティグを気に入ったように見えた。こうしてレティグが主演に抜擢されると、1954年の夏にパイロット版2作の撮影が行われ、パルはラッシーを演じた。
パイロット版を観たCBSの幹部は、すぐに1954年秋のスケジュールに30分番組として放映することを決めた。パルはパイロット版2作の撮影後に引退し、ラッシー役は、息子のラッシー・ジュニア（3歳で数年前から訓練を受けていた）に受け継がれることとなった。パルは撮影中、毎日ジュニアと共にロサンゼルスのKTTVのステージ・ワンにある番組のスタジオ・ホームを訪れていた。セットの後ろには彼用のベッドが置かれ、「オールドマン」と呼び慕われていた。レティグは「ラッドがラッシー・ジュニアに何かを頼むとオールドマンがベッドから起き上がり、それを行うのを見た」と回想している。

## 死去
1957年になると、目が見えなくなり、耳も聞こえず、体も固くなってラッシーの撮影現場に来ることはほとんどなくなった。1957年の第4シリーズから主演を務めたジョン・プロヴォストは「当時、私はまだ幼かったが、ラッドがその犬をどれだけ大切な存在として扱っていたかは知っている。ラッドはその老犬を、誰もが動物や人を愛すのと同じくらい、愛していたんだ」と回想している。
パルは1958年6月に18歳（ラフ・コリー種として人間の年齢に換算すると85歳）で自然死した。この死を受けて、ウェザーワックスは数ヶ月間、深い憂鬱状態となった。ウェザーワックスの息子であるロバートによれば、「パルが死んだ時、とてもショックを受けていた。パルは牧場の特別な場所に埋葬され、よく墓参りに行っていた。父は2度とMGMのラッシーの映画を見ることはなかった。パルの姿を見るのが耐えられなかったんだろう。あの犬がどれだけ好きだったか、思い出すのも嫌だったんだ」と回想している。

## 死後
その後も続いた『名犬ラッシー』シリーズの中で、歴代のラッシーはパルの子孫から選ばれていた。オリジナルのテレビシリーズ（1954年-1973年）では、パルの息子であるラッシー・ジュニアと孫のスプークとベイビーが最初の数シーズンを担当した。
ラッシー役にパルの血統以外のコリーを起用することは抗議を受けた。1997年から1999年にかけて放映された新シリーズでは、ウェザーワックス家が訓練した8世代目のパルの子孫がラッシー役に起用されたが、途中でプロデューサーはウェザーワックス家以外のコリーに交代させた。これには抗議運動が起き、ラッシー役は再び交代され、パルの9世代目の子孫が起用されるに至った。2005年のリメイク映画『名犬ラッシー』でもパルの血統以外のコリーが主役に配され、このことに意見が出た。
ロバート・ウェザーワックスは、ラッシーの役にパルの血統以外の犬を起用することを批判している。

## 出演作

### 映画
| 年     | タイトル                     | 役名                 | 備考 |
| ------ | ---------------------------- | -------------------- | ---- |
| 1943年 | 名犬ラッシー 家路            | ラッシー             | 主役 |
| 1945年 | 名犬ラッシー／ラッシーの息子 | ラッディー（Laddie） | 主役 |
| 1946年 | 名犬ラッシー／ラッシーの勇気 | ビル（Bill）         | 主役 |
| 1948年 | ラッシーの主                 | ラッシー             | 主役 |
| 1949年 | 山荘物語                     | ラッシー             | 主役 |
| 1950年 | ラッシーの試練               | ラッシー             | 主役 |
| 1951年 | 名犬ラッシー 彩られた丘      | シェップ（Shep）     | 主役 |

### テレビ
| 年     | タイトル                            | 役名     | 備考 |
| ------ | ----------------------------------- | -------- | ---- |
| 1954年 | 『名犬ラッシー』「The Inheritance」 | ラッシー | 主役 |
| 1955年 | 『名犬ラッシー』「The Well」        | ラッシー | 主役 |